# Safo, historia de una pasión
Safo, historia de una pasión  és una pel·lícula en blanc i negre de l'Argentina dirigida per Carlos Hugo Christensen segons el guió de César Tiempo i Julio Porter sobre la novel·la Sapho de Alphonse Daudet que es va estrenar el 17 de setembre de 1943 i que va tenir com a protagonistes a Mecha Ortiz, Roberto Escalada, Eduardo Cuitiño, Guillermo Battaglia i Mirtha Legrand.
En una enquesta de les 100 millors pel·lícules del cinema argentí duta a terme pel Museo del Cine Pablo Ducrós Hicken l'any 2000, la pel·lícula va aconseguir el lloc 43.

## Sinopsi

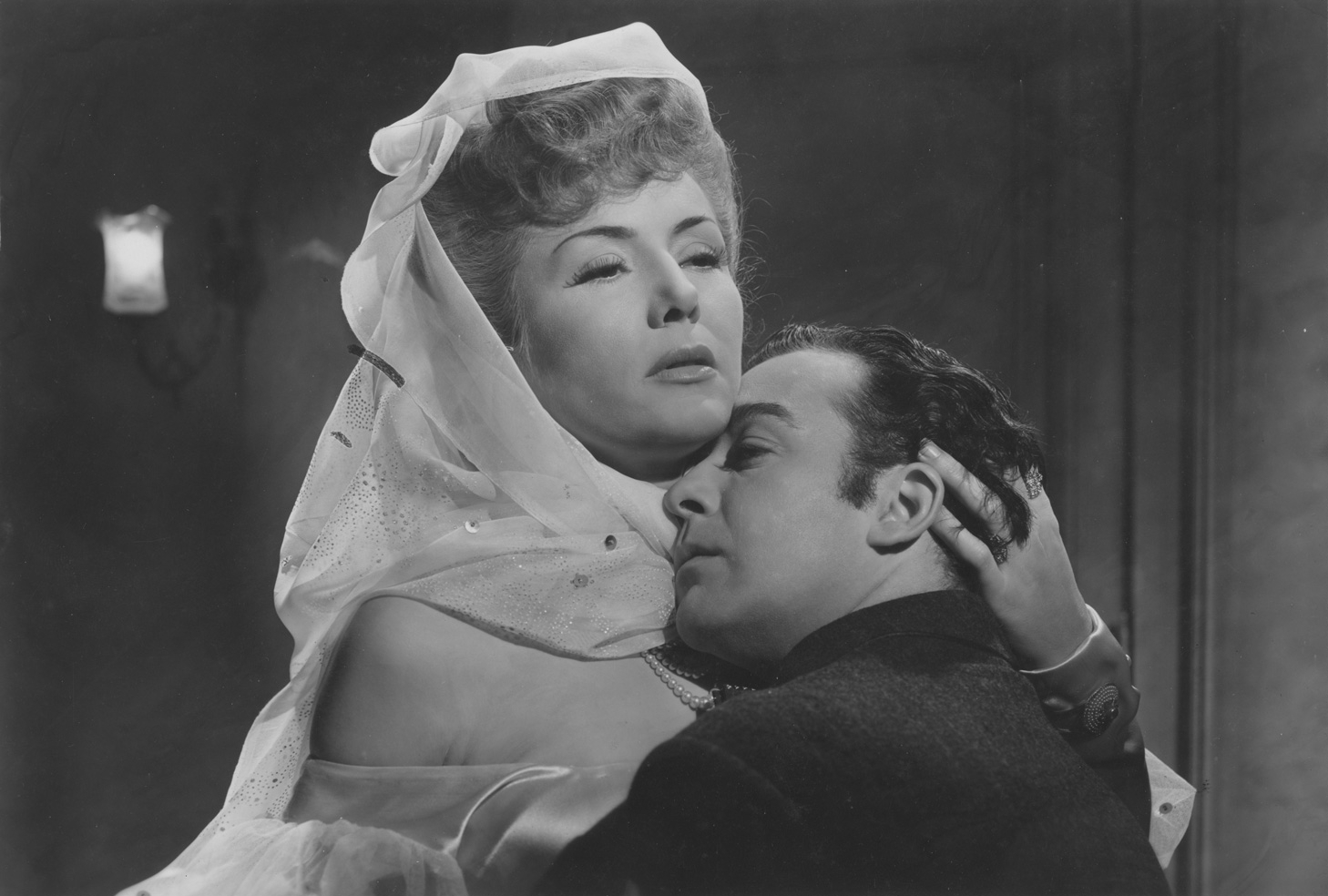
Fotograma del film

Un jove mendocino va a Buenos Aires per a estudiar. Allí coneix a una dona major que ell amb la qual comença una fogosa relació amorosa. Al seu torn, es posa de nuvi amb la filla d'un important advocat que pot reportar-li un ascens en la seva carrera. A punt de casar-se, el noi haurà de triar entre la passió i la seva pròpia conveniència.

## Repartiment
- Mecha Ortiz com a Selva Moreno
- Roberto Escalada com a Raúl de Salcedo
- Eduardo Cuitiño com a Dr. Molina
- Guillermo Battaglia com a Caudal
- Mirtha Legrand com a Irene Benavídez
- Nicolás Fregues com a Dr. Benavídez
- Miguel Gómez Bao com a Tío Silvino
- Elisardo Santalla com a Don Raimundo
- Ricardo Canales com a Delavalle
- Ilde Pirovano com a Gertrudis (mare de Raúl)
- Herminia Mancini com a Langosta
- Elisa Labardén com a Teresa
- Aurora Sánchez
- Olga Zubarry com a Extra

## Comentaris
El crític Raimundo Calcagno "Calki" va considerar que aquest film va superar tots els treballs anteriors del director i el va col·locar en primera línia. Per a Fernando M. Peña és un dels pocs films de culte argentins i la crònica d`' El Heraldo del Cinematografista va dir:
| « | ”Si bé per l'índole del seu tema pot resultar la pel·lícula xocant per a espectadors puritans, el seu caràcter sentimental i passional la fa especialment atraient per al públic femení, adult.” | » |

Per la seva part Manrupe i Portela escriuen: 
| « | ”Un clàssic i un títol fonamental en la filmografia de Christensen. Històricament, inaugura el cinema eròtic al país. Amb elements favorits del seu director: passions mòrbides, ambients ombrívols i una teranyina escenogràfica omnipresent per a subratllar el destí que atrapa als protagonistes.” | » |